# Two Gallants
I Two Gallants sono una band indie folk americana formata nel 2002 nella città di San Francisco per mano dei due polistrumentisti Adam Stephens e Tyson Vogel che sono rimasti gli unici due membri del gruppo.
Dal 2004, anno di pubblicazione dell'album d'esordio, il gruppo ha pubblicato 5 album, 2 EP e diversi singoli.

## Storia

### Nascita del gruppo e The Throes (2002-2004)
Adam Stephens e Tyson Vogel nacquero entrambi nel 1981 a San Francisco.
I due si conobbero all'età di 5 anni, ma la vera e propria amicizia nacque un anno dopo quando, a causa di un pallone calciato male, i due si trovarono coinvolti in una rissa sul tetto della loro scuola. In seguito a quest'evento, i due crearono una forte e solida amicizia che venne poi consolidata dalla loro comune passione musicale.
Attorno ai 12 anni, ricevettero in regalo dai genitori le loro prime chitarre elettriche con le quali si esercitarono fino a iniziare a riprodurre cover di alcune delle più importanti band heavy metal del momento come, ad esempio, i Guns N' Roses e gli Skid Row. Successivamente i due ragazzi iniziarono a fare pratica nella cantina di Tyson Vogel; attorno ai 18 anni entrarono a far parte di una grunge-band e suonarono al ballo di fine anno della loro scuola.
L'anno dopo le strade dei due amici si separarono: Vogel si iscrisse ad una scuola d'arte a Portland, mentre Stephens andò al Bard College nello stato di New York. Non molto tempo dopo, entrambi lasciarono gli studi. Fu proprio in quel periodo, attorno al 2002, che i due decisero di iniziare a suonare assieme fondando una vera e propria band: I Two Gallants. Il nome deriva da una delle storie brevi di Gente di Dublino di James Joyce, storia chiamata, per l'appunto, "I due galanti". La storia affronta temi quali la decadenza e la paralisi sociale e, poiché questi erano temi ricorrenti nelle canzoni dei californiani, sembrò quasi scontato per i due decidere di chiamarsi così.
I piani, inizialmente, prevedevano la presenza di un bassista all'interno della formazione. L'idea venne però scartata in quanto i membri della band non vollero rischiare di minare l'armonia e la complicità che era venuta a crearsi nel corso degli anni e al problema ovviarono collegando la chitarra acustica di Stephens a un amplificatore da basso creando un certo equilibrio tra overdrive e riverbero in grado di amalgamarsi al loro stile.
Agli albori della loro carriera, i Two Gallants iniziarono a farsi conoscere lungo la Bay Area, suonando principalmente in piccoli locali e all'interno delle stazioni metropolitane. Dopo due anni di concerti in giro per San Francisco vennero notati dall'etichetta discografica Alive Records con la quale, nel maggio 2004, produssero il loro album d'esordio chiamato The Throes. L'album venne accolto positivamente dalla critica musicale che riuscì a riconoscere al gruppo un'identità tanto da definire i componenti dei veri e propri cantastorie: la maturità dimostrata dai testi delle loro canzoni, infatti, stupì molto i media in relazione alla loro giovane età. Nonostante le duo band fossero all'epoca molto numerose, i Two Gallants riuscirono anche nell'arduo compito di creare un sound originale: il disco, registrato in un tempo record di 9 giorni, si fregia, infatti, di una grande eterogeneità di generi che vanno dal folk al garage rock e palesando diverse sfumature del sound blues e jazz.
All'uscita dell'album seguì una serie di iniziative da parte dei Two Gallants per sponsorizzare e dare visibilità al loro lavoro. Nel giugno 2004 uscì un 7" singolo, I'm Her Man, e nell'inverno successivo i due partirono per un importante tour che, oltre a fare tappa in alcune delle maggiori metropoli americane, permise loro di esibirsi al Reading and Leeds Festival, in Inghilterra.

### What The Toll Tells e Two Gallants (2005-2007)
Durante il tour invernale per la promozione del loro primo lavoro, i Two Gallants suonarono al SXSW music festival, prestigioso evento che si tiene annualmente nella città di Austin. Al festival vennero notati da Robb Nansel, co-fondatore dell'etichetta Saddle Creek Records, che espresse un forte interesse nel lavorare al loro successivo disco. Poche settimane dopo, la band stava già lavorando al nuovo album assieme alla Saddle Creek trovando, a detta del chitarrista del gruppo, un ambiente più professionale e naturale.
Il 21 febbraio 2006 venne pubblicato il loro secondo lavoro, What the Toll Tells. Con molti richiami ad un ambiente folkloristico pre-guerra civile americana, l’album ricevette dalla critica elogi e complimenti. Il disco, dalle sonorità interessanti ed innovative, proseguì la strada già segnata dal primo lavoro del duo mantenendo, come costante, la profondità quasi biblica dei testi di Stephens.
Ci furono anche critiche negative come, ad esempio, quelle relative alla controversa traccia Long Summer Days e al complesso argomento del razzismo.
Dall’album vennero estratti tre singoli: Las Cruces Jail, che venne pubblicato tramite un 7” in edizione limitata, Steady Rollin' e The Prodigal Son.
Dopo poche settimane iniziò il tour per la promozione del nuovo lavoro. Nel giro di un anno, la band californiana si esibì per più di 200 volte girando gli Stati Uniti, il Canada e, durante l'estate, l'Europa. Durante un'esibizione al Walter’s on Washington a Houston in Texas, un poliziotto intervenne in seguito ad una denuncia di disturbo della quiete pubblica da parte di un residente vicino al locale. La situazione, fattasi velocemente molto tesa, sfuggì di mano al poliziotto che, dopo aver rotto una chitarra, colpì con un taser tre persone tra le quali Adam Stephens e un quattordicenne. A seguito di quell'incidente vennero poi arrestate 9 persone fra cui Tyson Vogel. Nonostante questo imprevisto, il tour continuò regolarmente anche se i due dovettero tornare diverse volte a Houston per le udienze preliminari, spendendo alcune migliaia di dollari per spese legali.
Durante il tour, tra una tappa e l'altra, i Two Gallants iniziarono a scrivere materiale e a comparire spesso in radio. Il risultato fu la pubblicazione, il 4 giugno 2007, dell'EP The Scenery of Farewell contenente 5 canzoni acustiche che i due californiani avevano suonato spesso durante il loro precedente tour. La critica, in generale, reagì bene al disco lodando le sonorità e la drammaticità dei testi di Stephens.
Il 25 settembre 2007 la band pubblicò l'omonimo Two Gallants, il secondo album assieme alla Saddle Creek Records. Per la prima volta alla registrazione dei brani collaborò il produttore Alex Newport cosa che, a detta di Stephens, fu di grande aiuto per le sorti del disco. La critica ebbe reazioni tutto sommato positive nei riguardi del disco. Venne apprezzata molto la maggiore cura a livello sonoro e strumentale e la vera e propria identità che i due musicisti erano riusciti ad esprimere nel corso degli anni.
Il 3 gennaio 2008 i Two Gallants fecero la loro prima apparizione sul piccolo schermo nella trasmissione americana Jimmy Kimmel Live! all'interno della quale suonarono Despite What You’ve Been Told, primo ed unico singolo del disco, e Reflection of the Marionette.

### La pausa (2008-2011)
Una volta terminato il tour che vide impegnato il duo sino all'estate del 2008, i Two Gallants decisero di prendersi un anno di pausa per lavorare a progetti solisti e per riposarsi sia fisicamente che mentalmente dal lavoro degli ultimi anni.
Vogel creò un progetto parallelo a cui diede il nome Devotionals. Del gruppo facevano parte Anton Patzner al violino, Lewis Patzner al violoncello, Andrew Maguire al vibrafono e Jeff Blair alla batteria: tutti musicisti conosciuti nel corso degli anni trascorsi nei Two Gallants o per merito del loro produttore Alex Newport. Devotionals era un progetto solista in quanto Vogel, chitarrista del gruppo, scriveva e cantava le proprie canzoni. Nel 2010, assieme all'etichetta discografica Alive Records, venne pubblicato un omonimo album dalle sonorità tipiche del folk degli anni '60 e prettamente strumentale.
Contemporaneamente Stephens lavorò ad alcuni pezzi e, assieme alla Saddle Creek Records, pubblicò il suo album di debutto da solista, We Live on Cliffs. L'album ottenne reazioni miste da parte della critica: alcuni riconobbero la diversità del lavoro rispetto a quanto fatto con i Two Gallants ed esaltarono le qualità di scrittura del cantante. Altre, invece, etichettarono l'album come scialbo e poco originale.
Inizialmente la pausa avrebbe dovuto durare un anno, ma i lavori solisti prima e alcune complicazioni poi ritardarono la riunione. Vogel si trovò all'interno di una dolorosa rottura con la fidanzata storica, mentre Stephens ebbe a che fare con un grave incidente. Durante il tour per il nuovo album, il furgone della band, guidato dallo stesso Stephens, sbandò sulla strada ghiacciata in Wyoming e si ribaltò più volte. Il batterista si fratturò una vertebra e un dito, il tastierista se la cavò con qualche infortunio minore mentre Stephens si ruppe una costola, si lussò la spalla e soffrì alcuni danni muscolari.

### The Bloom and the Blight e We Are Undone (2012-presente)
Dopo 5 anni di distacco, nel 2012 i due musicisti decisero di riunire la band e di lavorare a nuovo materiale. Il 16 luglio 2012, sul canale YouTube ufficiale del gruppo venne pubblicato un video che annunciò la prossima pubblicazione del quarto lavoro dei Two Gallants, The Bloom and the Blight.
Il 4 settembre del medesimo anno, in collaborazione con l'ATO Records, venne messo in commercio il nuovo disco. Le ritmiche si fecero molto più aggressive e incalzanti, il suono più pesante e forte dimostrando una maggior propensione del gruppo per uno stile più simile all'hard rock che al folk, nonostante questo fosse rimasto parte integrante del disco come, ad esempio, nel primo singolo estratto dall'album, Broken Eyes.
La critica ebbe reazioni contrastanti. Il cambio di stile venne accolto positivamente ma i testi, che trattavano argomenti come l'amore, la fine di una relazione ed il bisogno di evadere, vennero considerati poco originali in quanto già visti nei lavori precedenti della band.
Dopo un anno di tour per promuovere l'uscita di The Bloom and the Blight, i Two Gallants tornarono a lavorare su un nuovo disco. Per un mese si trasferirono al Panoramic House in nord California, insieme al produttore Karl Derfler, per scrivere e registrare, simultaneamente, le nuove tracce. Questa fu una novità per i Two Gallants abituati a scrivere materiale durante i tour tra una data e l'altra.
Il 19 novembre 2014 venne pubblicato il singolo che avrebbe dato il nome al nuovo album del duo, We Are Undone. L'album, a livello musicale, riprese quanto lasciato con l'album precedente discostandosi, quindi, dal folk e dal blues caratteristici dei primi tre lavori della band in favore di uno stile molto più graffiante e aggressivo come dimostrato dal successivo singolo, Incidental. Ciò venne ancora una volta apprezzato dalla critica che, inoltre, lodò la profondità stilistica dei testi di Stephens in grado di trattare argomenti complessi come quello del consumismo attraverso immagini allegoriche tipiche dei primi lavori.
Nel febbraio 2016 il batterista Tyson Vogel collaborò con il complesso chiamato Burning Curtains del quale facevano parte anche Andrew Kerwin dei Trainwreck Riders, Stephen Oriolo degli Yogurt Brain e Scott Rideout.

## Sonorità e influenze musicali
I Two Gallants vengono descritti come una duo band folk/delta blues con alcune sfumature hard rock e alternative-country. Nonostante la stessa passione per la musica folk e rock, il percorso musicale dei due amici fu completamente diverso. Tyson Vogel venne educato dai genitori, entrambi musicisti, all'ascolto di grandi classici del folk rock come Neil Diamond, Harry Chapin e Phil Collins, venendo inoltre influenzato dal grunge dei Nirvana. Adam Stephens, invece, si avvicinò spontaneamente al fingerpicking di Reverendo Gary Davis, a Bob Dylan, ai Pavement, a Blind Willie Johnson e a John Fahey, maturando una vera e propria passione per il blues e per il country. Tali gruppi e musicisti influenzarono notevolmente i primi lavori della band, caratterizzati da un sound energico e molto vicino al cow-punk e all'indie rock.
Gli ultimi due lavori, successivi al momentaneo scioglimento del gruppo, portarono una sonorità e delle ritmiche molto più pesanti e aggressive tipiche di alcuni loro ascolti tardo adolescenziali come i Guns N' Roses, i Poison e gli Skid Row, abbandonando il fingerpicking tipico del folk ed abbracciando il power chord caratteristico del metal e di stili musicali più forti e grezzi. Il blues che, all'interno dei loro primi tre album, era una componente fondamentale e dominante, scomparve lasciando posto ad un hard rock molto ruvido e ad un canto molto più aggressivo e graffiante, consentendo facili paragoni con il duo statunitense White Stripes.

## Discografia

### Album
- The Throes (2004, Alive Records)
- What the Toll Tells (2005, Saddle Creek Records)
- Two Gallants (2007, Saddle Creek Records)
- The Bloom and the Blight (2012, ATO Records)
- We Are Undone (2015, ATO Records)

### Ep e Singoli

#### EP
- Nothing to You (re-mix) + 3 (2006, Alive Records)
- The Scenery of Farewell (2007, Saddle Creek)

#### Singoli
- I'm Her Man (2004, Alive Records)
- Las Cruces Jail (2005, Saddle Creek)
- Steady Rollin' (2006, Saddle Creek)
- The Prodigal Son (2006, Saddle Creek)
- Despite What You’ve Been Told (2007, Saddle Creek)
- Broken Eyes (2012, ATO Records)
- My Love Won't Wait (2012, ATO Records)
- We Are Undone (2014, ATO Records)
- Incidental (2015, ATO Records)

## Formazione
- Adam Haworth Stephens - voce, chitarra, armonica a bocca.
- Tyson Vogel - cori, batteria.